# Альфа (мотоцикл)
Alpha — іспанська марка мотоциклів і мотокарів, що вироблялися в Барселоні Ніло Масо Міро в період від 1924 до 1957 роками 

## Історія

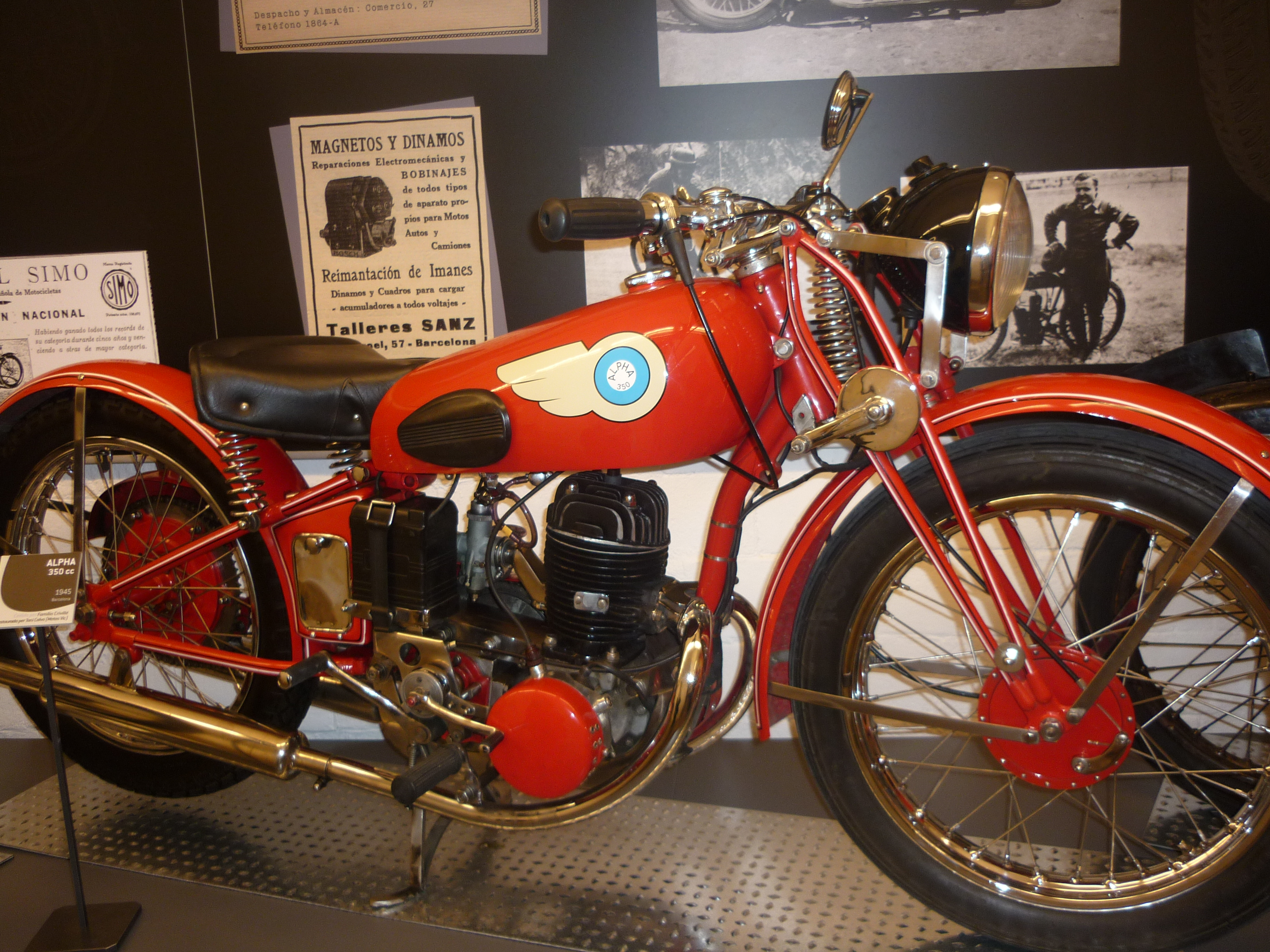
1945 350 cc Alpha — Museu de la Moto de Barcelona (Каталонія).

Ніло Масо Міро, колишній гонщик, заснував свою компанію з виробництва мотоциклів у 1924 році в Барселоні, виробляючи машини з двотактними двигунами 175 та 250 см³ від Villiers і DKW . Alpha стала одним із провідних іспанських виробників мотоциклів періоду до громадянської війни в Іспанії . Марка була відома приємною естетикою своїх моделей. Та доволі виносливими. 
Після війни, коли імпорт іноземних запчастин був суворо обмежений і, як і багато інших виробників, завод звернувся до реконструкції колишніх армійських машин і будівництва допоміжних двигунів для велосипедів .

## МВ Альфа
Граф Агуста планував розширити бренд MV Agusta на міжнародному рівні. В Іспанії після громадянської війни режим Франко заборонив імпорт мотоциклів, а також заборонив іноземцям поселятися в Іспанії або відкривати там бізнес. Брати Маріо та Натале Корандо мали намір налагодити виробництво машин MV за ліцензією на місцевому заводі, який мав ліцензії та дозволи на виробництво, а отже, мав доступ до сировини. Було укладено угоду з Ніло Масо з Alpha. Щоб забезпечити фінансування, Енріке Фав'є та Антоніо Соммаріва приєдналися до підприємства, і MV Alpha була створена в 1948 році
У перші моделі надійшли в продаж. Вони оснащувалися 125-кубовим двотактним двигуном і пропонувалися як стандартні, lujo (люкс) і спортивні моделі. Вихідна потужність становила 3,2 к.с. та 4,5 к.с. для спортивних моделей, забезпечуючи максимальну швидкість 60 та 70 км/год. Згодом була випущена менша модель 98 куб. Як доволі хороше їхали. Продажі були хорошими, але через обмежені потужності Alpha виробництво не можна було збільшити. У 1951 році ліцензія на виробництво мотоциклів MV була передана більшій та краще обладнаній фабрики Avello в районі Натахойо в Хіхоні в Астурії, створивши бренд MV Avello .

## Загибель
Втрата ліцензії MV спричинила початок занепаду майстерень Alpha. У 1953 році Альфа брала участь у створенні мотоцикла Evycsa з бензиновими чотиритактними двигунами FITA-AMC. Також випускалися розповсюджувальні трицикли (оснащені двигунами OSSA та Hispano Villiers) та 175-кубовий легкий мотоцикл, натхненний BSA Bantam .  Завод остаточно закрився в 1957 році

## Воскресіння
Назва була відроджена в 2014 році зі 100 % іспанським капіталом для виробництва мотоциклів і електричних велосипедів . Вони планували виготовити cafe racer на основі Ducati 800SS, стилізованого під гонщики Bonneville Salt Flats . Також планувався електричний велосипед, схожий на Bultaco Brinco. Компанія була розташована в провінції Понтеведра .
У 2017 році компанія представила легкі вуглепластикові диски для велосипедів. Різних діаметрів та ширини. Вважалося, що вони були найлегшими дисками, вагою від 32 грам до 70 грам залежно від розміру. Та ширини диска.